# Willington (Tyne and Wear)
Willington är en ort i distriktet North Tyneside, i grevskapet Tyne and Wear, i England. Willington var en civil parish från 1894 till 1910 då den blev en del av Wallsend. Civil parish hade 1 999 invånare år 1901.